# Софија Спиц
Софија Спиц (енгл. Sophie Spitz, Нешвил, Тенеси, 4. фебруар 1910 – Њујорк, 11. август 1956)  била је америчка докторица и патолог која је објавио прву серију случајева „јувенилног меланома“ (посебног облика бенигних меланоцитних невуса), кожних лезија које су постале познате по њој као Сиц невуси. Због свог доприноса патологији, а посебно због своје далековидности у заговарању употребе Папаниколау теста када је његова примена била у развоју, призната је као истакнути патолог свог времена.

## Живот и каријера
Рођена је у Нешвилу у Тенесију. У младости је имала страст за музиком и посебно је волела виолину.
Њен ујак, Херман Спиц, који је по струци био патолог инспирисао  је Софију да настави каријеру у медицини.  Дипломирала је медицину на Универзитету Вандербилт 1932. године а специјализацију је обавила у њујоршкој амбуланти за жене и децу, у историјском периоду када је у  САД било  само 6% жена лекара, и постала познато име у области медицине.
Удала се 1942. године за Артура Алена, такође патолога. Непосредно након удаје почела је са радом у Институту за војну патологију  у коме  је остала до краја Другог светског рата (1945). Радећи у овом институту показала је интересовање за тропске болести и постала један од коаутор књиге Патологија тропских болести (Атласа који је уредила са Џејмсом Ерлом Ешом).
Након Другог светског рата, вратила се на посао у њујоршку амбуланту, на дужнсот директора одељења патологије , и паралелно радила у центру за рак (Memorial Sloan Kettering Cancer Center), у коме је након истраживања описала дванаест случајева онога што је тада било познато као јувенилни меланом. Она је у овом меланому препознала доброћудно (бенигно) понашање  упркос његоовој микроскопској сличности са меланомом. Ову клинички важну информација објавила је у Америчком журналу за патологију 1948. године. Њој у част ова лезија данас  оба болест носи њено име - Спиц невус.
Преминула је у 46. години живота од рака дебелог црева, пре него што је популаризовала своја медицинска открића. У моменту смрти била на позицији директора патологије у болници у Њујорку.